# اوسدورپ
اوسدورپ (به هلندی: Osdorp) یک منطقهٔ مسکونی در هلند است که در آمستردام واقع شده‌است.